# Стелан Скарсгорд
Стелан Скарсгорд (на шведски: Stellan Skarsgård) (роден на 13 юни 1951 г.) е шведски актьор, носител на „Златен глобус“ и „Европейска филмова награда“, номиниран е за „Еми“, БАФТА, две награди „Бодил“ и две награди „Сателит“. Известни филми с негово участие са „Непосилната лекота на битието“, „На лов за Червения октомври“, „Карибски пирати: Сандъкът на мъртвеца“, „Карибски пирати: На края на света“, „Отмъстителите“, „Дюн“ минисериалът Чернобил“ и други.

## Биография
Стелан Скарсгорд е роден на 13 юни 1951 г. в Гьотеборг, Швеция, той е баща на актьорите Александър, Густаф и Бил Скарсгорд.

## Частична филмография
- 1988 – „Непосилната лекота на битието“ (The Unbearable Lightness of Being)
- 1990 – „На лов за Червения октомври“ (The Hunt for Red October)
- 1996 – „Порейки вълните“ (Breaking the Waves)
- 1997 – „Добрият Уил Хънтинг“ (Good Will Hunting)
- 1997 – „Амистад“ (Amistad)
- 1998 – „Ронин“ (Ronin)
- 1999 – „Синята бездна“ (Deep Blue Sea)
- 2000 – „Таймкод“ (Timecode)
- 2000 – „Танцьорка в мрака“ (Dancer in the Dark)
- 2001 – „Стъклената къща“ (The Glass House)
- 2002 – „Всичко лошо се връща“ (No Good Deed)
- 2003 – „Елена от Троя“ (Helen of Troy)
- 2003 – „Догвил“ (Dogville)
- 2004 – „Крал Артур“ (King Arthur)
- 2004 – „Заклинателят: Началото“ (Exorcist: The Beginning)
- 2005 – „Беоулф и Грендел“ (Beowulf & Grendel)
- 2006 – „Призраците на Гоя“ (Goya's Ghosts)
- 2006 – „Карибски пирати: Сандъкът на мъртвеца“ (Pirates of the Caribbean: Dead Man's Chest)
- 2007 – „Карибски пирати: На края на света“ (Pirates of the Caribbean: At World's End)
- 2007 – „Арн – Рицарят тамплиер“ (Arn: Tempelriddaren)
- 2008 – „Mamma Mia!“
- 2008 – „Арн – Кралство в края на пътя“ (Arn: Riket vid vägens slut)
- 2009 – „Ангели и демони“ (Angels & Demons)
- 2011 – „Мъжете, които мразеха жените“ (The Girl with the Dragon Tattoo)
- 2011 – „Тор: Богът на гръмотевиците“ (Thor)
- 2011 – „Меланхолия“ (Melancholia)
- 2012 – „Отмъстителите“ (The Avengers)
- 2013 – „Ромео и Жулиета“ (Romeo & Juliet)
- 2013 – „Затворник на миналото“ (The Railway Man)
- 2013 – „Нимфоманка“ (Nymphomaniac)
- 2013 – „Тор: Светът на мрака“ (Thor: The Dark World)
- 2014 – „По реда на изчезване“ (Kraftidioten)
- 2014 – „Хектор и търсенето на щастието“ (Hector and the Search of Happiness)
- 2015 – „Пепеляшка“ (Cinderella)
- 2015 – „Отмъстителите: Ерата на Ултрон“ (Avengers: Age of Ultron)
- 2016 – „Изменник по вкуса ни“ (Our Kind of Traitor)
- 2021 – „Дюн“ (Dune) – Барон Владимир Харконен
- 2024 – „Дюн: Част втора“ (Dune: Part two) – Барон Владимир Харконен